# Уруока
Уруока (порт. Uruoca) — муниципалитет в Бразилии, входит в штат Сеара. Составная часть мезорегиона Северо-запад штата Сеара. Входит в экономико-статистический микрорегион Кореау. Население составляет 12 410 человек на 2006 год. Занимает площадь 696,770 км². Плотность населения — 17,8 чел./км².
Праздник города — 26 марта.

## История
Город основан 26 марта 1957 года.

## Статистика
- Валовой внутренний продукт на 2003 составляет 18 586 968,00 реалов (данные: Бразильский институт географии и статистики).
- Валовой внутренний продукт на душу населения на 2003 составляет 1551,11 реала (данные: Бразильский институт географии и статистики).
- Индекс развития человеческого потенциала на 2000 составляет 0,587 (данные: Программа развития ООН).